# Central-Core-Myopathie

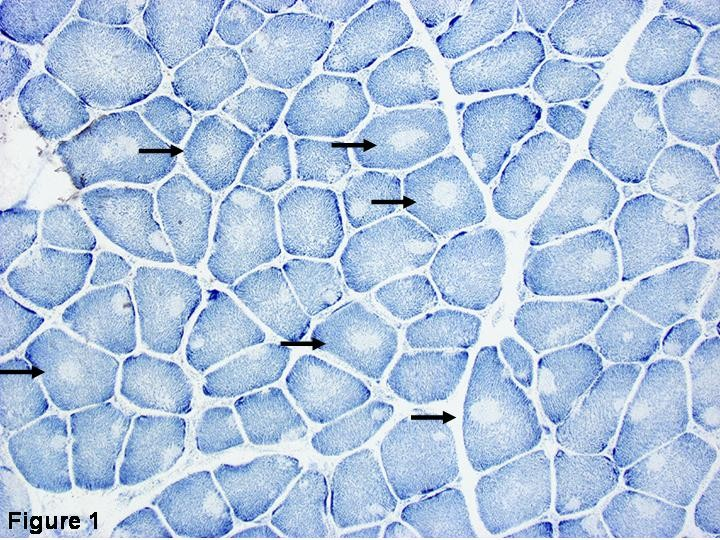
Central-Core-Myopathie mit Störungen des intermyofibrillären oxidativen Netzwerks in der NADH-Färbung.

Als Central-Core-Myopathie (Central-Core-Krankheit, central core disease, CCD) wird eine seltene Muskelerkrankung aus der Gruppe der angeborenen Myopathien bezeichnet, die 1956 erstmals beschrieben wurde.

## Klinik
Klinisch finden sich ab der Geburt eine Hypotonie der Muskulatur (floppy infant) und eine verzögerte motorische Entwicklung. Dennoch entwickeln die meisten Betroffenen die Fähigkeit, selbstständig zu gehen. Im Vordergrund steht eine Schwäche der Oberschenkel- und Hüftmuskulatur; nicht selten treten auch orthopädische Probleme wie eine Hüftluxation oder eine Skoliose hinzu. Auffällig ist der üblicherweise nur wenig progrediente, statische Verlauf. Von besonderer klinischer Bedeutung ist die Tatsache, dass Patienten mit Central-Core-Myopathie häufig eine Prädisposition zur Malignen Hyperthermie, einer Erkrankung, die als lebensbedrohliche Komplikation einer Inhalationsnarkose in Erscheinung treten kann, aufweisen.

## Histologie und Genetik
In der Muskelbiopsie sind insbesondere in der enzymhistochemischen Färbung für NADH Störungen des intermyofibrillären oxidativen Netzwerks mit zentralen, hellen Flecken (cores) charakteristisch. Die Erkrankung wird in der Mehrzahl der Fälle autosomal-dominant mit wechselnder Penetranz vererbt. Zugrunde liegen überwiegend Mutationen des für einen Ryanodin-Rezeptor kodierenden Gens RYR1.